# Elizabeth Peña
Elizabeth Maria Peña (Elizabeth, 23 settembre 1959 – Los Angeles, 14 ottobre 2014) è stata un'attrice statunitense.

## Biografia
Elizabeth Peña era figlia del regista e attore Mario Peña e di Estella Margarita Peña, due immigrati cubani. È apparsa in molti film, tra i quali The Lost City, Transamerica e nel lungometraggio d'animazione Pixar Gli Incredibili - Una "normale" famiglia di supereroi, doppiando il personaggio di Mirage (Brad Bird, regista del film, ha anche scritto la pellicola Miracolo sull'8ª strada, nel quale recita proprio Elizabeth Peña). Ha anche partecipato nella serie televisiva Modern Family nel ruolo della madre di Gloria (Sofía Vergara). È morta all'età di 55 anni il 14 ottobre 2014 per una cirrosi epatica al fegato causata principalmente dall'alcol, che le ha provocato anche un'emorragia gastrointestinale, accompagnata da shock cardiogeno e arresto cardiaco.

## Vita privata
Amica di Ving Rhames, con il quale ha girato il film Allucinazione perversa, si è sposata due volte. Una prima volta nel 1988 con l'insegnante William Kibler, ma il loro matrimoniò finì con un divorzio. Nel 1994 ha poi sposato il carpentiere Hans Christian Rolla, con cui è rimasta fino alla morte. Con quest'ultimo ha avuto due figlie: Fiona e Kaelan.

## Filmografia

### Attrice

#### Cinema
- El Super, regia di Leon Ichaso e Orlando Jiménez Leal (1979)
- Times Square, regia di Allan Moyle (1980)
- ...e tutti risero (They All Laughed), regia di Peter Bogdanovich (1981)
- Crossover Dreams, regia di Leon Ichaso (1985)
- Su e giù per Beverly Hills (Down and Out in Beverly Hills), regia di Paul Mazursky (1986)
- La Bamba, regia di Luis Valdez (1987)
- Miracolo sull'8ª strada (Batteries Not Included), regia di Matthew Robbins (1987)
- Il segreto della piramide d'oro (Vibes), regia di Ken Kwapis (1988)
- Blue Steel - Bersaglio mortale (Blue Steel), regia di Kathryn Bigelow (1990)
- Allucinazione perversa (Jacob's Ladder), regia di Adrian Lyne (1990)
- Vita di cristallo (The Waterdance), regia di Neal Jimenez e Michael Steinberg (1992)
- Dead Funny, regia di John Feldman (1994)
- Across the Moon, regia di Lisa Gottlieb (1994)
- Free Willy 2 (Free Willy 2: The Adventure Home), regia di Dwight H. Little (1995)
- Stella solitaria (Lone Star), regia di John Sayles (1996)
- Gridlock'd - Istinti criminali (Gridlock'd), regia di Vondie Curtis-Hall (1997)
- The Pass - L'autostoppista (The Pass), regia di Kurt Voss (1998)
- Rush Hour - Due mine vaganti (Rush Hour), regia di Brett Ratner (1998)
- Strangeland, regia di John Pieplow (1998)
- Seven Girlfriends, regia di Paul Lazarus (1999)
- Things Behind the Sun, regia di Allison Anders (2001)
- Tortilla Soup, regia di Maria Ripoll (2001)
- On the Borderline, regia di Michael Oblowitz (2001)
- Impostor, regia di Gary Fleder (2001)
- Ten Tiny Love Stories, regia di Rodrigo García (2001)
- Time X - Fuori tempo massimo (Zig Zag), regia di David S. Goyer (2002)
- How the Garcia Girls Spent Their Summer, regia di Georgina Garcia Riedel (2005)
- Transamerica, regia di Duncan Tucker (2005)
- Down in the Valley, regia di David Jacobson (2005)
- Il potere dei sogni (Sueño), regia di Renée Chabria (2005)
- Keep Your Distance, regia di Stu Pollard (2005)
- The Lost City, regia di Andy García (2005)
- Adrift in Manhattan, regia di Alfredo Rodriguez de Villa (2007)
- Goal II - Vivere un sogno (Goal II: Living the Dream), regia di Jaume Collet-Serra (2007)
- Dragon Wars, regia di Hyung-rae Shim (2007)
- Love Comes Lately, regia di Jan Schütte (2007)
- A Single Woman, regia di Kamala Lopez (2008)
- Nothing Like the Holidays, regia di Alfredo Rodriguez de Villa (2008)
- Mother and Child, regia di Rodrigo García (2009)
- Down for Life, regia di Alan Jacobs (2009)
- Becoming Eduardo, regia di Rod McCall (2009)
- The Perfect Family, regia di Anne Renton (2011)
- Blaze You Out, regia di Mateo Frazier e Diego Joaquin Lopez (2013)
- Plush, regia di Catherine Hardwicke (2013)
- Grandma, regia di Paul Weitz (2015)
- Girl on the Edge - La rinascita (Girl on the Edge), regia di Jay Silverman (2015)
- Ana Maria in Novela Land, regia di Georgina Garcia Riedel (2015)
- The Song of Sway Lake, regia di Ari Gold (2018)

#### Televisione
- New York New York (Cagney & Lacey) – serie TV, episodio 5x02 (1985)
- T.J. Hooker – serie TV, episodio 5x06 (1985)
- Hill Street giorno e notte (Hill Street Blues) – serie TV, episodio 6x22 (1986)
- Tough Cookies – serie TV, 6 episodi (1986)
- I Married Dora – serie TV, 13 episodi (1987-1988)
- Shannon's Deal, regia di Lewis Teague - film TV (1989)
- Agente speciale Kiki Camarena - Sfida ai narcos (Drug Wars: The Camarena Story) – miniserie TV, episodi 1x01-1x02-1x03 (1990)
- Shannon's Deal – serie TV, 11 episodi (1990-1991)
- Gli occhi azzurri del colpevole (Fugitive Among Us), regia di Michael Toshiyuki Uno - film TV (1992)
- Dream On – serie TV, episodio 4x09 (1993)
- L.A. Law - Avvocati a Los Angeles (L.A. Law) – serie TV, 4 episodi (1993-1994)
- Insieme verso la notte (Roommates), regia di Alan Metzger - film TV (1994)
- Oltre i limiti (The Outer Limits) – serie TV, episodio 1x08 (1995)
- The Invaders – miniserie TV, episodi 1x01-1x02 (1995)
- Presenze aliene (It Came from Outer Space II), regia di Roger Duchowny - film TV (1996)
- Two – serie TV, episodio 1x00 (1996)
- Contagious, regia di Joe Napolitano - film TV (1997)
- La seconda guerra civile americana (The Second Civil War), regia di Joe Dante - film TV (1997)
- Dead Man's Gun – serie TV, episodio 1x11 (1997)
- Dellaventura – serie TV, episodio 1x08 (1997)
- The Eddie Files – serie TV, episodio 3x03 (1998)
- Aldrich Ames: Traitor Within, regia di John Mackenzie - film TV (1998)
- Border Line, regia di Ken Kwapis - film TV (1999)
- Resurrection Blvd. – serie TV, 21 episodi (2000-2001)
- Boston Public – serie TV, episodi 3x3-3x10 (2002-2003)
- CSI: Miami – serie TV, episodio 1x17 (2003)
- The Hollywood Mom's Mystery, regia di David S. Cass Sr. - film TV (2004)
- Suburban Madness, regia di Robert Dornhelm - film TV (2004)
- NCIS - Unità anticrimine (NCIS: Naval Criminal Investigative Service) – serie TV, episodio  2x06 (2004)
- Senza traccia (Without a Trace) – serie TV, episodio 3x14 (2005)
- Numb3rs – serie TV, episodio 2x05 (2005)
- Corsa per la vita (Racing for Time), regia di Charles S. Dutton - film TV (2008)
- Ghost Whisperer - Presenze (Ghost Whisperer) – serie TV, episodio 4x12 (2009)
- Outlaw – serie TV, episodio 1x06 (2010)
- Funny or Die Presents... – serie TV, episodio 2x10 (2011)
- Off the Map – serie TV, 4 episodi (2011)
- Charlie's Angels – serie TV, episodio 1x04 (2011)
- Prime Suspect – serie TV, episodio 1x12 (2012)
- Common Law – serie TV, episodio 1x05 (2012)
- Ossessione cieca (In the Dark), regia di Richard Gabai - film TV (2013)
- Major Crimes – serie TV, episodio 2x03 (2013)
- Modern Family – serie TV, episodi 4x13-5x10 (2013)
- King John, regia di Ted Wass - film TV (2013)
- Matador – serie TV, 7 episodi (2014)

### Doppiatrice
- Gli Incredibili - Una "normale" famiglia di supereroi (The Incredibles), regia di Brad Bird (2004)

## Doppiatrici italiane
Nelle versioni in italiano delle opere in cui ha recitato, Elizabeth Peña è stata doppiata da:
- Anna Cesareni in La seconda guerra civile americana, Allucinazione perversa
- Roberta Paladini in Su e giù per Beverly Hills, Miracolo sull'8ª Strada
- Loretta Stroppa in Il segreto della piramide d'oro
- Loredana Nicosia in The Invaders - Gli invasori sono tra noi
- Alessandra Cassioli in Rush Hour - Due mine vaganti
- Fabrizia Castagnoli in Resurrection Blvd
- Barbara Castracane in Tortilla Soup
- Tiziana Avarista in Time X - Fuori tempo massimo
- Aurora Cancian in CSI: Miami
- Elisabetta Cesone in Virus assassino
- Doriana Chierici in Vivere un sogno
- Roberta Greganti in Transamerica
- Silvia Tortarolo in Ghost Whisperer - Presenze
- Laura Romano in Major Crimes

Da doppiatrice è sostituita da:
- Emanuela Rossi in Gli Incredibili